# Lista de estados dos Estados Unidos por densidade populacional

Map of states showing population density (2013)

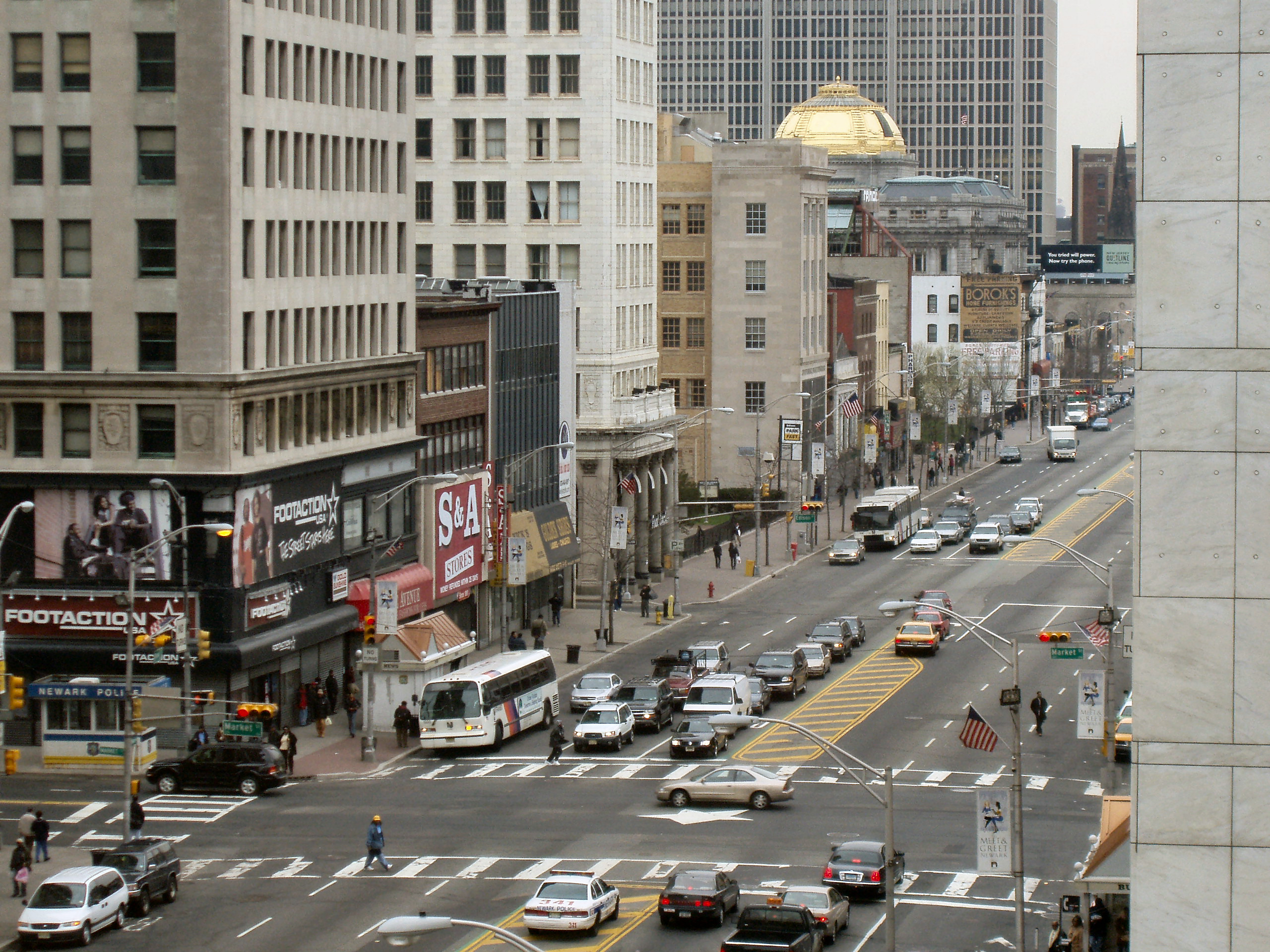
Nova Jersey é o estado com a maior densidade populacional.

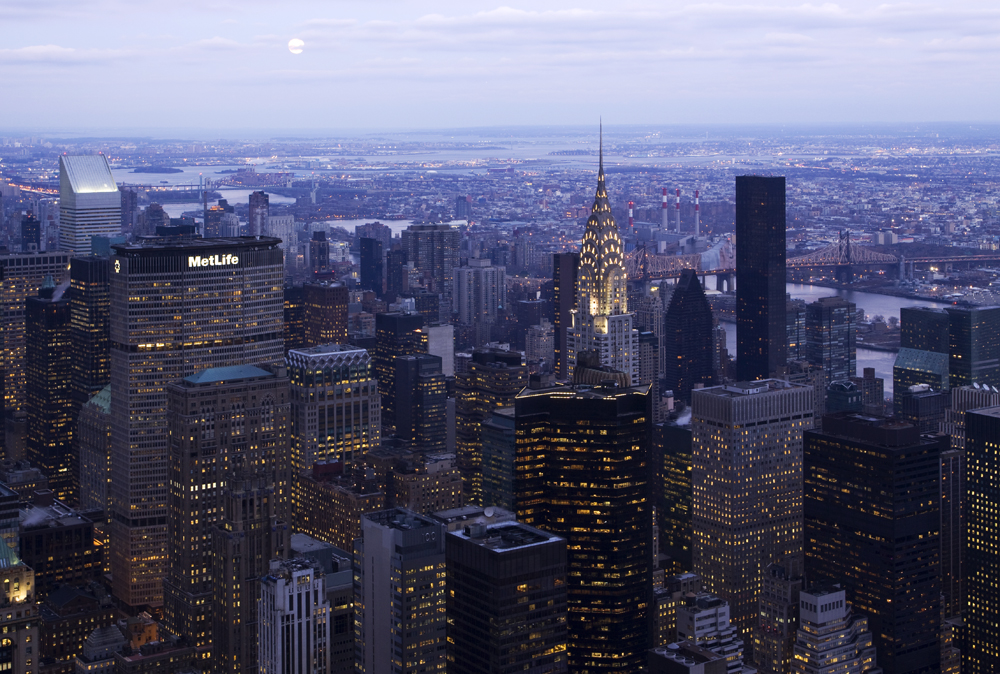
Apesar de ter a cidade mais populosa do país, Nova Iorque ocupa a 7ª posição.

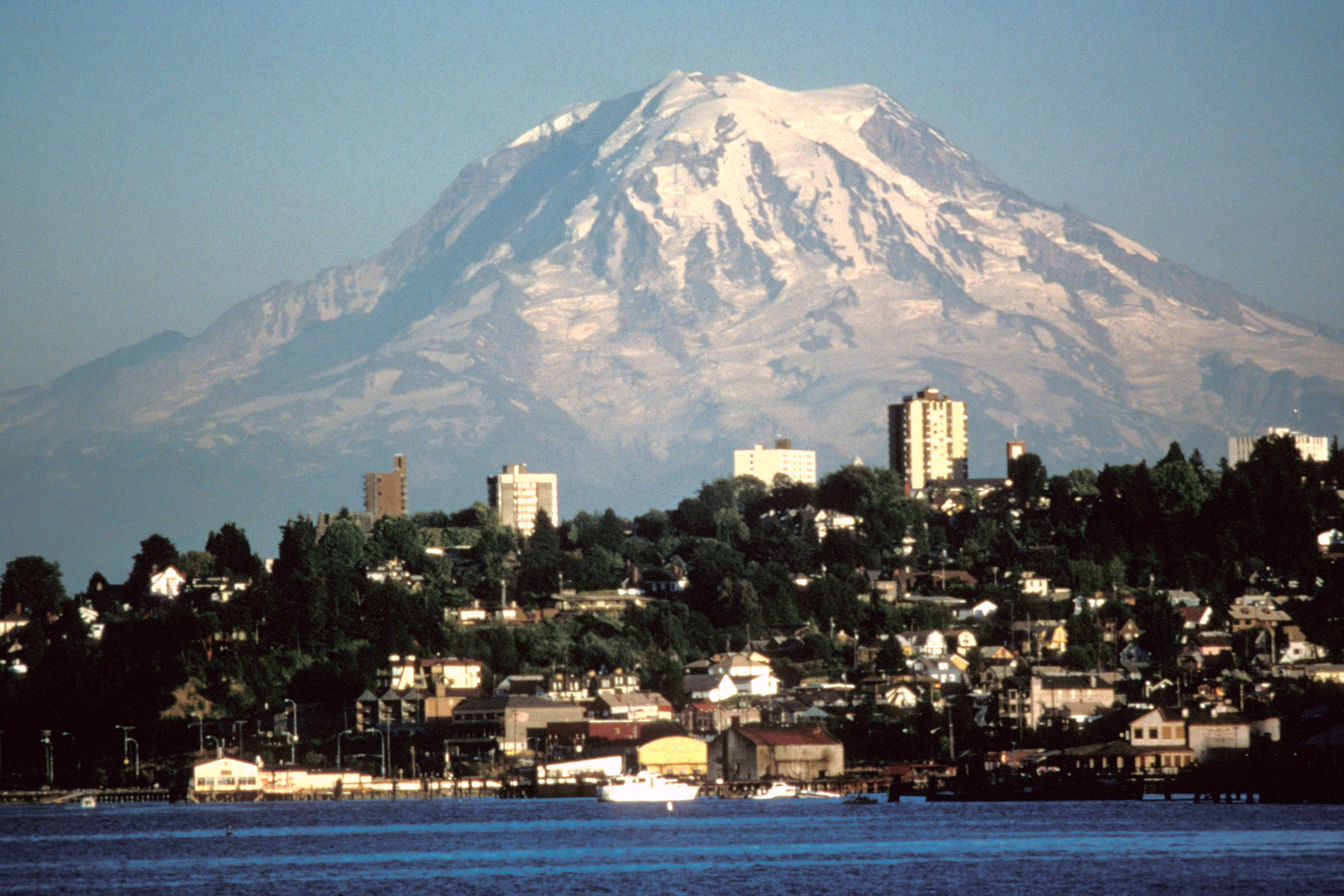
Washington é o 25º estado mais denso, mas ainda assim está acima da média nacional.

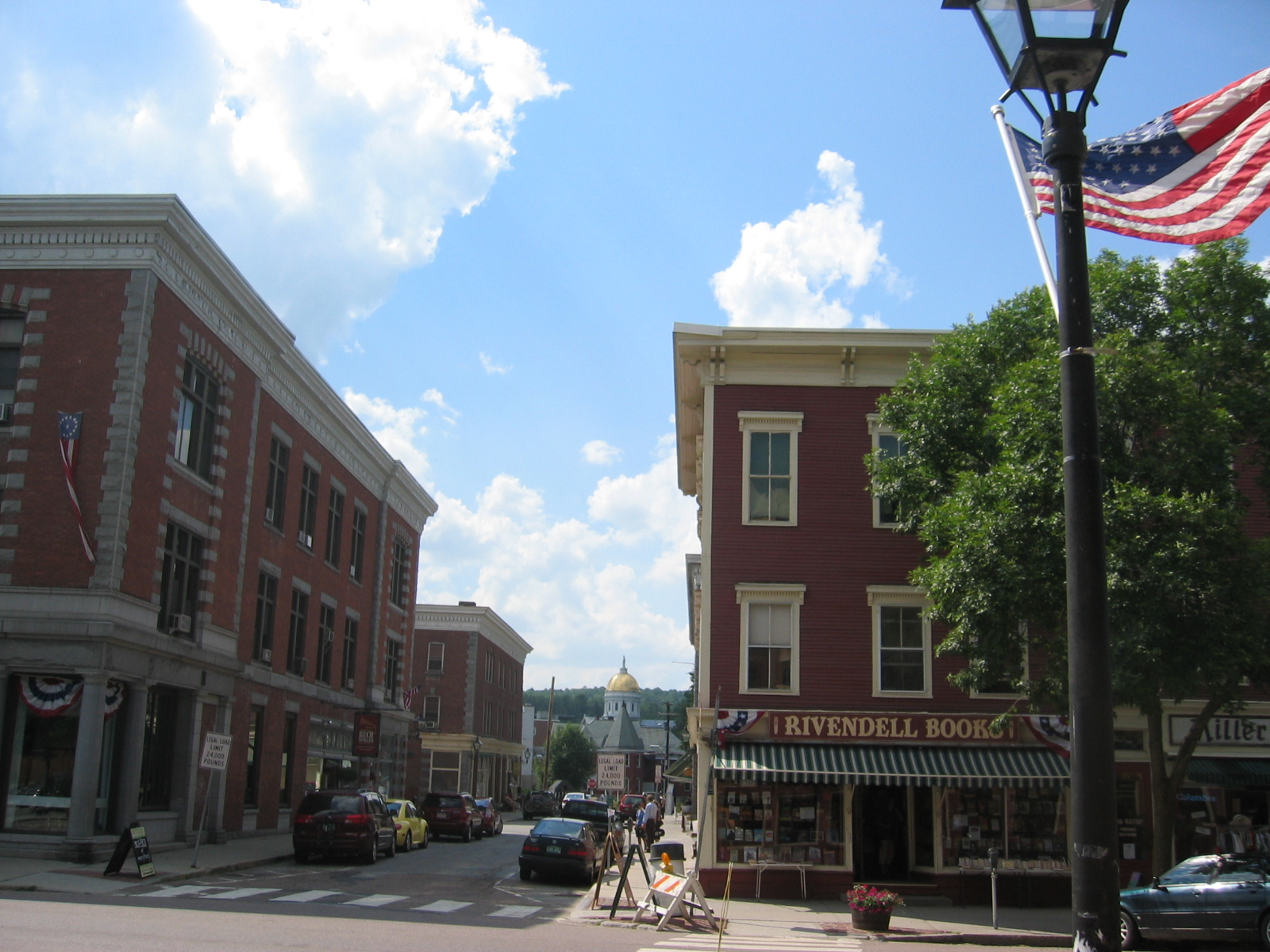
Apesar de ter uma das menores populações, Vermont tem uma densidade mediana, devido à sua pequena área total.

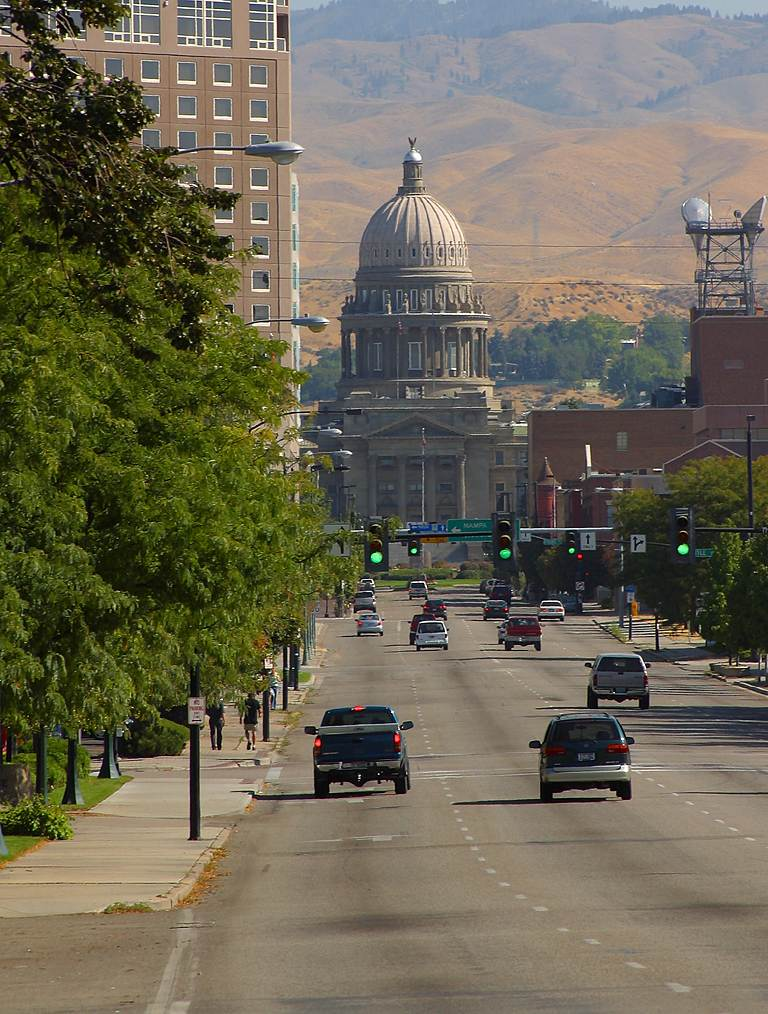
A população do Idaho aumentou rapidamente nas últimas décadas, mas a densidade permanece baixa.

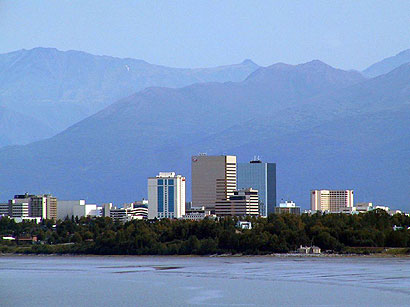
Cerca de metade da população do Alasca vive na região metropolitana de Anchorage.

Esta é a lista dos 50 estados dos Estados Unidos e do Distrito de Columbia ordenado pela densidade populacional. Os dados são do censo americano de 2010.
A costa leste e o litoral do Pacífico possuem os maiores níveis de densidade, enquanto que em grande parte da região oeste esse nível é baixo.
| Pos. | Estado               | Dens. pop. (km²) | População (2015) | %      |
| ---- | -------------------- | ---------------- | ---------------- | ------ |
|      | Distrito de Colúmbia | 4,25             | 672,228          | 0,21%  |
| 1    | Nova Jérsei          | 451,58           | 8.958.013        | 2,77%  |
| 2    | Rhode Island         | 393,11           | 1.056.298        | 0,33%  |
| 3    | Massachusetts        | 324,11           | 6.794.422        | 2,1%   |
| 4    | Connecticut          | 284,98           | 3.590.886        | 1,11%  |
| 5    | Maryland             | 229,64           | 6.006.401        | 1,86%  |
| 6    | Delaware             | 177,93           | 945.934          | 0,29%  |
| 7    | Nova Iorque          | 158,76           | 19.795.791       | 6,13%  |
| 8    | Flórida              | 135,37           | 20.271.272       | 6,27%  |
| 9    | Pensilvânia          | 109,61           | 12.802.503       | 3,96%  |
| 10   | Ohio                 | 109,01           | 11.613.423       | 3,59%  |
| 11   | Califórnia           | 92,33            | 39.144.818       | 12,11% |
| 12   | Illinois             | 89,23            | 12.859.995       | 3,98%  |
| 13   | Havaí                | 81,78            | 1.431.603        | 0,44%  |
| 14   | Virgínia             | 78,23            | 8.382.993        | 2,59%  |
| 15   | Carolina do Norte    | 75,73            | 10.042.802       | 3,11%  |
| 16   | Indiana              | 69,88            | 6.619.680        | 2,05%  |
| 17   | Michigan             | 67,50            | 9.922.576        | 3,07%  |
| 18   | Geórgia              | 65,04            | 10.214.860       | 3,16%  |
| 19   | Tennessee            | 59,42            | 6.600.299        | 2,04%  |
| 20   | Carolina do Sul      | 59,41            | 4.896.146        | 1,52%  |
| 21   | Nova Hampshire       | 56,78            | 1.330.608        | 0,41%  |
| 22   | Kentucky             | 42,43            | 4.425.092        | 0,13%  |
| 23   | Wisconsin            | 40,54            | 5.771.337        | 1,79%  |
| 24   | Luisiana             | 40,51            | 4.670.724        | 1,45%  |
| 25   | Washington           | 39,07            | 7.170.351        | 2,22%  |
| 26   | Texas                | 37,17            | 27.469.114       | 8,5%   |
| 27   | Alabama              | 36,44            | 4.858.979        | 1,5%   |
| 28   | Missouri             | 33,64            | 6.083.672        | 1,88%  |
| 29   | Virgínia Ocidental   | 29,76            | 1.844.128        | 0,57%  |
| 30   | Vermont              | 26,21            | 626.042          | 0,19%  |
| 31   | Minnesota            | 25,72            | 5.489.594        | 1,7%   |
| 32   | Mississippi          | 24,42            | 2.992.333        | 0,93%  |
| 33   | Arizona              | 21,73            | 6.828.065        | 2,11%  |
| 34   | Arkansas             | 21,64            | 2.978.204        | 0,92%  |
| 35   | Oklahoma             | 21,12            | 3.911.338        | 1,21%  |
| 36   | Iowa                 | 21,06            | 3.123.899        | 0,97%  |
| 37   | Colorado             | 18,74            | 5.456.574        | 1,69%  |
| 38   | Maine                | 16,63            | 1.329.328        | 0,41%  |
| 39   | Oregon               | 15,41            | 4.028.977        | 1,25%  |
| 40   | Kansas               | 13,47            | 2.911.641        | 0,9%   |
| 41   | Utah                 | 12,99            | 2.995.919        | 0,93%  |
| 42   | Nevada               | 9,50             | 2.890.845        | 0,89%  |
| 43   | Nebraska             | 9,18             | 1.896.190        | 0,59%  |
| 44   | Idaho                | 7,32             | 1.654.930        | 0,51%  |
| 45   | Novo México          | 6,55             | 2.085.109        | 0,65%  |
| 46   | Dakota do Sul        | 4,15             | 858.469          | 0,27%  |
| 47   | Dakota do Norte      | 3,76             | 756.927          | 0,23%  |
| 48   | Montana              | 2,62             | 1.032.949        | 0,32%  |
| 49   | Wyoming              | 2,24             | 586.107          | 0,18%  |
| 50   | Alasca               | 0,48             | 738.432          | 0,23%  |

| Total | Estados Unidos | População: 323.155.470 | Densidade média da federação 37,17 hab/km² | Densidade média da federação 37,17 hab/km² |